# Чорниш
Чорни́ш — заплавне озеро у Менському районі Чернігівської області, на лівому березі Десни (басейн Дніпра), на південний схід від села Ушні. Протоками сполучається з Десною і Березою.
Довжина близько 2 км, ширина до 200 м, площа 0,4 км², глибина до 3 м. Улоговина дугоподібної форми з розширенням посередині. Південні і північні береги низькі, вкриті болотяною і лучною рослинністю, західні і східні — поросли вільхою і верболозом, хмелем і ожиною. Живлення мішане (під час весняної повені солучається з озером Супотин).
Температура води влітку до +17, +18 °C, на глибині 0,5 м від поверхні, +11, +11,5 °C на глибині 0,5 від дна. Узимку замерзає. Прозорість води 0,8 м. На дні мулисті відклади із домішками торфу.
Водяться карась, окунь, плітка, лин, щука, краснопірка. У прибережних заростях — гніздування очеретянок, кобилочок, качок, куликів, болотяних крячків.
Рибальство.